# Wünschendorf/Elster
Wünschendorf/Elster é um município da Alemanha localizado no distrito de Greiz, estado da Turíngia.